# Holandia (Gawłów)
Holandia – część wsi Gawłów w Polsce, położona w województwie łódzkim, w powiecie pajęczańskim, w gminie Rząśnia.
W latach 1975–1998 Holandia administracyjnie należała do województwa piotrkowskiego.